# Cryptocnemus calmani
Cryptocnemus calmani is een krabbensoort uit de familie van de Leucosiidae. De wetenschappelijke naam van de soort is voor het eerst geldig gepubliceerd in 1915 door Ihle.